# Лавиринт деведесетих
Лавиринт деведесетих или Лавиринт 90их је тематска изложба чији је циљ покретање новог процеса сагледавања последње деценије 20. века која је променила токове живота милиона људи на просторима некадашње Југославије, али и шире, а чије последице се осећају и данас. Аутори изложбе су Дубравка Стојановић, Игор Штикс и Дејан Убовић. Изложба је први пут представљена јавности 2023. године као пилот изложба у Простору „Миљенко Дерета“ у Београду, а после тога и у Сарајеву у Хисторијском музеју Босне и Херцеговине, где ју је видело више од 6.000 посетилаца. Године 2025. постављена је и у Модерној галерији у Подгорици.
Од јуна месеца 2025. добила је и место за сталну поставку, простор у улици Кнеза Милоша 3, у кући Чедомиља Мијатовића, неформално назван „Музеј деведесетих”.

## Историјска позадина
Деведесете године 20. века биле су пуне дубоких превирања и страдања на простору некадашње Југославије и шире Европе. Распад социјалистичких режима донео је револуцију али и крваве сукобе какви су били протести у Румунији који су 1989. године довели свргавања тадашњег румунског председника Николаја Чаушескуа и ратови на Западном Балкану.

## Концепт изложбе
Користећи лавиринт као метафору заглављености, посетиоци изложбе сусрећу се са собама које су тематски подељене на кључне сегменте који су обележили деведесете године 20. века – обману, насиље, транзицију, али и хумор, непристајање, ноћни живот, фрагменте среће. Изложба представља покушај да деведесете буду приказане другачије, слојевито и комплексно – и за оне који су деведесете проживели и за оне који их тек упознају. Она отвара простор за нова питања, за регионално разумевање и другачији јавни разговор о наслеђу деведесетих.

## Кућа Чедомиља Мијатовића
Кућа у којој се данас налази Музеј деведесетих, односно стална поставка изложбе „Лавиринт 90их”, саграђена је крајем 19. века. Припадала је Чедомиљу Мијатовићу, значајном српском политичару и једног од најзначајнијих либерала у српској политичкој историји и његовој жени Елодији, Британки која је основала Српско–британско друштво.